# World of Warcraft: The Burning Crusade
World of Warcraft: The Burning Crusade je prvi dodatak (ekspanzija) za MMORPG igru World of Warcraft. Pušten je u prodaju 15. siječnja 2007. godine u ponoć u Europi i Sjevernoj Americi i u prva 24 sata ostvario je prodaju od 2.4 milijuna primjeraka, čime je ovaj dodatak postao najbrže prodavanom igrom za osobna računala do tada. 17. siječnja 2007. godine pušten je u prodaju u Australiji i Novome Zelandu. Ukupno je prodano cca 3.53 milijuna primjeraka u prvih mjesec dana od izlaska, uključujući 1.9 milijuna u Sjevernoj Americi, preko 100 000 u Australiji i skoro 1.6 milijuna u Europi. Također je pušten u prodaju u Singapuru, Tajlandu i Maleziji. Kasnije je puštena u prodaju u sljedećim zemljama: Južna Koreja (1. veljače 2007.), Tajvan, Hong Kong, Macau (30. travnja 2007.). (Važnije promjene u odnosu na original su: novi kontinent Outland, dvije nove rase Blood Elves (Horda) i Draenei (Saveznici, eng. Alliance), nova profesija jewelcrafting, novi battleground pod nazivom Eye of the Storm, leteći mount i maksimalni level 70.

## Igra
Dodane su dvije nove rase Blood Elves (Horda) i Draenei (Saveznici, eng. Alliance). U prijašnjoj ekspanziji, šamani su bili dostupni isključivo Hordi, a paladini isključivo Saveznicima. S novim rasama, dozvoljeno je igračima da odaberu Draenei šamana (za Saveznike) i Blood Elf paladina (za Hordu). Maksimalni level je dignut na 70 sa 60 iz World of Warcrafta. Dodan je novi svijet (Outland) s novim questovima, dungeonima, raidovima, zonama, stvorenjima i gradovima.
PvP (Player versus Player) je dobio novi battleground, Eye of the Storm koji iako je bio dizajniran za igrače levela 70, nije imao dopušteno letenje. Eye of the Storm je bio otvoren samo za igrače koji su kupili najnovije proširenje (ekspanziju). Ubačen je PvP Arena sistem u kojem je igračima dopušteno da se bore u sastavima: 2 vs 2, 3 vs 3 ili 5 vs 5 borbe do smrti. Igrači koji nisu imali kupljenu ekspanziju i dalje su mogli koristiti ovaj sistem igranja ali nisu mogli sudjelovati u rangiranim borbama. Arena borbe su tokom ove ekspanzije dobile na popularnosti i razvile se u elektronski sport. Jedan od primjera nam je da se tokom World Series of Video Games 2007 (WSVG) održalo prvenstvo u World of Warcraft arena borbama 3 vs 3 s novčanom nagradom. Blizzard također održava svoj turnir ( World of Warcraft Arena Tournament ) na kojem se sučeljavaju timovi s različitih servera diljem svijeta. Prvi takav turnir je održan na BlizzCon-u 2007. i njime završava PvP sezona 1.
Dodani su i "vanjski" PvP objektivi, koji su drugačiji za svaku zonu. Većina objektiva zahtjeva da se zadrže određene "ključne" točke te za to daruju nagrade, obično to biva određeni buff u xp-u ili šteti za dobitnu fakciju. Neki od objektiva su: Terokkar šuma, Halaa u Nagrandu i Hellfire utvrde na Hellfire poluotoku, gdje se igrači bore za određena dobra kao što je reputacija.

### Nove Rase
Dodane su dvije nove rase Blood Elves (Horda) i Draenei (Saveznici, eng. Alliance)
Blood Elves (Sin'dorei, što znači "djeca krvi") su bivši High Elves (Visoki Vilenjaci) koji su uklonjeni iz Saveznika. U Trećem Ratu, vojska Undead-ova je napala i uništila njihov dom Quel'Thalas u pokušaju da unište Sunwell, vilenjački izvor čarolije (što su i uspjeli). Bez njega mnogi Vilenjaci bi postali slabi. U svom najočajnijem trenutku okrenuli su se demonskoj čaroliji da bi se povratili moć i od tada se zovu Blood Elves. No njihova žudnja za moći zavadila ih je s ljudima (Saveznici) te su morali napustiti tu fakciju i pridružiti se Hordi.
Draenei ("prognani" na njihovom jeziku) zapravo se zovu Eredar, imaju povijest dugu 25 000 godina. Kada je Titan Sargeras prišao trojici Eredarskih starješina: Archimonde, Kil'jaeden i Velen-u, obećavajući ima veliku moć u zamjenu za njihovu lojalnost. Prorok Velen je uvidio uništenje koje će im donijeti Titan Sargeras i okupio je one koji su mu vjerovali te je s njima pobjegao uz pomoć Naaru-a. Kil'jaeden i Archimonde su podlegli Sargeras-ovim obećanjima beskonačne moći. Nakon putovanja iz svijeta na svijet, Velen i njegovi pratitelji su završili na Draenoru, ili kako ga danas poznajemo Outland. Na Draenoru su sklopili slabašan pakt s tamošnjim orkovima. Eventualno su orkovi počeli pratiti Kil'jaeden-a i koristiti mračne, demonske moći. Kil'jaeden je nagovorio orkove da unište Draenei-e što su ovi skoro učinili. Onih par što je preživjelo pobjeglo je sa svojim brodom što dalje od Draenora. Njihov brod Exodar, pao je na današnji Azeroth gdje su sklopili pakt sa Saveznicima zbog svoje odanosti i vjeri u svijetlo.

## Radnja
Ime ove ekspanzije se odnosi na povratak "Burning Legion"; velike vojske demona koji su jedni od glavnih antagonista Warcraft svemira i čija je zadnja invazija uspješno spriječena u Warcraft III: Reign of Chaos. Legija i njezini saveznici su glavni neprijatelji protiv kojih se suočava igrač ovu ekspanziju. Uz par dodataka na Azerothu, glavna adicija ove ekspanzije je Outland kojeg Burning Legion i ostala moćna bića kontroliraju.
Doom gospodar Kazzak je ponovo otvorio Tamni Portal na Outlandu iz kojeg napada Azeroth brojnim demonima Burning Legion-a. Poslano je par ekspedicija s Azerotha od strane Horde i Saveznika da prođu kroz portal i zaustave invaziju u svome izvoru. Na Outlandovu uništenom poluotoku Hellfire, Saveznici otkrivaju nekolicinu svojih heroja koji su prošli kroz portal prije mnogo godina, dok Horda uspostavlja kontakt s Mag'har-om ( neiskrivljenim orkovima koji nisu sudjelovali u originalnoj invaziji na Azeroth prije 20-ak godina ). Daljne avanture u Outlandu sukobljuju igrače s demonima Burning Legiona i poručnikom Illidan-on Stormrageom, koji je si je prisvojio ovaj uništeni svijet,

### 2.1.0 The Black Temple (Crni Hram)
U svome naumu da zavlada cijelim Outlandom Illidan "Izdajica" je uspostavio bazu za svoju vojsku u Crnome Hramu, bivšoj Draenei crkvi. Njegov utjecaj slabi od kada igrači uništavaju bivšeg vođu Blood Elfova, Kael'thas-a Sunstrider-a inače Illidanovog saveznika. Akama, stari mudrac iskrivljenih Draenei-a poznat kao Slomljeni, pobunjuje se protiv Illidana. Zajedno s Illidanovim bivšim tamničarom Maiev Shadowsong, pomaže grupi heroja (igrača) infiltrirati se u Crni Hram i ubiti samoprozvanog "Gospodara Outland-a".

### 2.3.0 The Gods of Zul'Aman (Bogovi Zul'Aman-a)
Nakon godina borbe uz Hordu, vojni zapovjednik trolova Zul'jin odlazi u grad Zul'aman, glavni grad Aman trolova, sazivati misteriozne crne magije da obnovi svoju vojsku i odvoji od vanjskog svijeta na određeno vrijeme. Dok su sve oči u Azerothu bile uprte na Crni portal i Burning Legion, lovci na blago napadaju Zul'Aman, potpirujući Zul'jin-ovu mržnju za vanjskim svijetom - posebno onu prema visokim vilenjacima Quel'thalas-a. Nakon što je uvidjeo da su se visoki vilenjaci "prekrstili" u Blood Elfove i priključili Hordi za vrijeme njegove odsutnosti, postaje vrlo ljut i objavljuje rat Hodi i Saveznicima.

### 2.4.0 Fury of the Sunwell (Bijes Sunwella)
Nakon poraza u Outlandu, Kael'thas Sunstrider odlazi u grad Blood Elfova, Silvermoon. Umjesto da vodi svoje ljude slavi kao što je obećao, on ih izdaje. Kael'thas planira da iskoristi legendarni Sunwell, izvor moći Blood Elfova, da zazove gospodara demona Kil'jaeden-a na Azeroth. Uz pomoć Blood Elfova, Draenei-a, Shattered Sun Offensive, zmaja Kalecgos-a, Sunwellova smrtnog oblika Anveena i igrača; zaustavlja se njegov plan i ponovno se čisti Sunwell uz pomoć Draenei proroka Velena.

## Razvoj
Blizzard je napravio veliki broj pogrešaka dok je distribuirao World of Warcraft: The Burning Crusade u Europi. Jedna od takvih pogrešaka je bila dobivanje in-game nagrada za sve one koje su kupili kolekcionarsku jedinicu ekspanzije. Iako su vratili nagrade svim oštećenim kupcima koji su im prijavili pogrešku, kao dodatnu nagradu dali su im rijetkog in-game ljubimca koji se je može nabaviti u drugim regijama. 
Samo je 1600 kopija poslano u Bugarsku koja je imala 10 000 World of Warcraft pretplatnika u to vrijeme.

## Glazba
Kolekcionarska edicija World of Warcraft: The Burning Crusade  je sadržavala audio CD sa zvučnim zapisom 21 glazbenog dijela iz igre. Glazba je kompozirana od strane Russela Brower-a, Dereka Duke-a i Matta Uelmen-a. Dodana je i glazba Brian David Farr-a i David Arkenstone-a. Kasnije je sva ta glazba postala dostupna u on-line trgovinama glazbe kao što je Apple iTunes.

## Kritike
Ekaspanzija The Burning Crusade doživjela je gotovo sve pozitivne kritike od strane kritičara. 
Nove početne zone dobile su miješane kritike. U jednu ruku nove (početne) zone davale su novu perspektivu za stare, već uhodane igrače, a solidan uvod za sve nove igrače. Organizacija questova je bila bolje uštimana nego za prijašnje rase, s manje "grindinga" i interesantnom pričom koja je pomalo ubacivala igrača u priču. Kao da je Blizzard naučio iz svojih grešaka tokom puštanja World of Warcraft (2004.), s novim sadržajem koji se postupno otvarao igračima. Kritičarima su nove zone izgledale kao "zakrpane" za stari Azeroth. Nije im se sviđalo ni to što se igrač morao vratiti u stari svijet odma nakon (brzog) završetka novih zona. Problem je bio i taj što su nove zone bile vrlo kratke i mogle su se završiti za samo par dana igranja bez nekih uvodnih dungeona. 
Kao i u originalu, okoliš u The Burning Crusade je bio jako hvaljen i za neke scene se govorilo da oduzimaju dah. Uvodni video u ekspanziju je bio opisan kao jako impresivan. Za zone u Outlandu se smatralo da su jedne od najboljih u cijeloj igri. Uz sve kritike na nove zone bilo je i dosta pohvala a posebice na razne detalje u tim zonama. Svaka je zona imala svoj jedinstveni osjećaj i pripadnost. Svijet je bio toliko impresivan da su neki igrači samo stajali na mjestu i promatrali svijet. No pomalo se počelo osjećati da igru nagriza zub vremena jer su developeri morali "ukrašavati" određene djelove igre na kojima se to vidjelo. Igra je od početka bila napravljena na "starijem" game-engine -u ali zbog toga što je bila nova i impresivna ljudi to nisu zamjećivali. Orkestralna muzika je bila posebno hvaljena u početnim zonama. Također je i visoke pohvale dobio "voice-acting" 
World of Warcraft: The Burning Crusade je bio najprodavanija igra 2007. godine u Sjevernoj Americi i Europi, te je bio treća najbrže prodavana igra svih vremena (odmah iza ekspanzija Wrath of The Lich King i Cataclysm), prodajom od skoro 2.4 milijuna kopija u prva 24 sata i 3.5 milijuna u prvi mjesec. 
Od 28. lipnja 2008. Blizzard je uključivao Burning Crusade ekspanziju kao osnovnu kupovinu za sve nove igrače.  

## Poveznice
- World of Warcraft
- World of Warcraft: Wrath of the Lich King
- MMORPG

## Vanjske poveznice
- Blizzard Entertainment
- World of Warcraft Europe
- World of Warcraft USA
- WoWWiki